# Göksholms slott
Göksholm ([ˈjœ̌kshɔlm]) är ett svenskt slott med ursprung från 1200-talet, beläget vid Hjälmarens södra strand i Stora Mellösa socken, Örebro kommun. Göksholm är en av Sveriges äldsta alltjämt bebodda privatbyggnader och befinner sig i dag i ätten Leijonhufvuds ägo.
Göksholm är historiskt ryktbart genom mordet på rikshövitsmannen Engelbrekt Engelbrektsson 1436, vilket ägde rum på slottets ägor. Mördare var dåvarande ägarens son Magnus Bengtsson (Natt och Dag).
Ätten Natt och Dag ägde godset i tre hundra år, från 1300-talet till slutet av 1600-talet. Borgen Göksholm vid Hjälmarens strand var ursprungligen omgiven av vatten. I det nuvarande slottets östra del ingår ett torn och en mindre salsbyggnad, som uppfördes på 1200-talet. Borgen byggdes ut till en rektangulär anläggning med en muromgärdad gård i ena hörnet på 1400-talet. Då var byggnaden högre än idag, med en våning för skyttevärn och skyttegång. 

## Byggnadshistoria
Göksholms äldsta delar har kunnat dateras till 1200-talet. Slottet – vid denna tid snarast en befäst borg med ett större torn – byggdes sedan om och till i sex olika etapper under medeltiden. Efter en större eldsvåda i slutet av 1500-talet moderniserades slottet i tidens stil och fick bland annat en regelbundnare planlösning, gavelrösten i holländsk renässansstil och större fönster. Trots att ombyggnaden var genomgripande lämnades dock åtskilligt av den medeltida strukturen kvar.
Under ägarna Knut Kurck och Johan Casimir Fleming af Leibelitz på 1600-talet omgärdades slottet med portalförsedda murar och försågs med flyglar (numera rivna). År 1801 lät Lars Gustaf Tersmeden bygga om taket varvid de stora gavelröstena togs bort, och därefter har inga större yttre ändringar vidtagits även om en del äldre murverksdetaljer lyftes fram i fasaderna vid en restaurering omkring 1950. I samband med den sistnämnda gjordes en noggrann byggnadshistorisk undersökning av slottet vilken dokumenterats av Iwar Andersson i Göksholm – Från medeltida borg till nutida bostad (Kungliga Vitterhets Historie och Antikvitets Akademiens handlingar, Uppsala 1965).

### Kassettaket i jaktsalen från 1580-talet
På 1580-talet byggdes fästningen om till ett mera regelbundet renässanspalats med skulpterade trappgavlar och huggen stenportal. Då tillkom också det rikt bemålade kassettaket i jaktsalen i slottets mellanvåning. Taket finns i den så kallade Lilla salen, den Stora salen låg högst upp och upptog hela byggnadens bredd. Från tiden för renässansombyggnaden härrör det mycket välbevarade målade innertaket med 121 kassetter i fyrkanter. Genom sin friska framställningskonst och sin storlek hör kassettaket till de märkligaste i sitt slag. Förebilder till jaktmotiven finns i 1500-talets kopparstick av holländaren Cornelis Floris och andra. Jaktmotiven har bilder som föreställer björn, hjort, hare och räv och dessa samsas med bilder av apor och sagoväsen. Allt är omgivet av frodiga bladverk med äpplen och päron. Beställaren var Margareta Axelsdotter Bielke, änka efter Johan Åkesson (Natt och Dag). I en kassettruta ser man den till namnet okände målaren själv när han bugande överlämnar sitt arbete till beställaren.

### Ny ombyggnad år 1800
En ny ombyggnad, som förvandlade det resliga slottet till gustaviansk klassicism, genomfördes av Lars Gustaf Tersmeden år 1800. Då fick byggnaden ljusputsade fasader och lägre takfall. Så såg slottet ut fram till den stora restaureringen 1948–1954.

### Restaurering 1948–1954
Den stora restaureringen 1948-1954 leddes under arkitekten Erik Lundberg, som tillsammans med antikvarien Iwar Anderson formulerade de byggnadsarkeologiska principer som gällde. Erik Lundberg var den mest betydande svenske restaureringsarkitekten och professor i arkitekturhistoria vid Konsthögskolan. Vid restaureringen undersökte man murverkets olika delar och man ville då helst visa så mycket som möjligt av det äldsta, medan man ville avlägsna det som var av underordnad betydelse. Ett vitkalkat stenhus med skarvar och olika murningar avläsbara på fasaderna vid sidan om helt moderna tillägg blev resultatet av restaureringen. Även interiört gjordes stora ingrepp, och man framhävde samtidigt det röda medeltida murverket. Från den nya ingången mot sjön leder en ny trappa genom huset och följer de medeltida murarna. Porten har ett överstycke i glas och trä, man har blandat gammalt och nytt och olika material har använts, såsom tegel, trä, textilier och smidesjärn.
Vid restaureringen sparades ett rum med målat paneltak från 1600-talet och några väl genomförda inredningar i empire. Det målade kassettaket återfanns och Lilla salen återställdes. Tidigare hade det varit indelat i tre rum. I övrigt försvann senare tiders tillägg. Erik Lundberg gav inredningarna stor omsorg om material och form.

### Trädgården
Arkitekt Erik Lundberg omgestaltade trädgården med en stor öppen gräsmatta som vidgade perspektivet mot sjön.

## Ägarlängd
Göksholms ägarlängd är dokumenterad (delvis felaktigt) genom en uppteckning från 1801 av en numera försvunnen målad fris från 1676. Frisen omfattade alla ägare "som med bref bewisas kan" under perioden omkring 1320–1676 och upptager följande namn (stavningen har moderniserats) vilka bildar en rakt nedstigande linje från far till son (samt slutligen en dotter):
- Bo Nilsson (Natt och Dag), riddare, riksråd och lagman
- Bo Bosson (Natt och Dag), riksråd och lagman
- Sten Bosson (Natt och Dag), riddare, riksråd, riksmarsk och lagman
- Bengt Stensson (Natt och Dag), riddare, riksråd och lagman
- Magnus Bengtsson (Natt och Dag) (i äldre källor ibland kallad Måns), riddare, riksråd och lagman
- Johan Månsson (Natt och Dag), riddare och riksråd
- Åke Johansson (Natt och Dag), riddare, riksråd och lagman
- Johan Åkesson (Natt och Dag), riksråd
- Axel Johansson (Natt och Dag)
- Åke Axelsson (Natt och Dag), friherre, riksråd, riksmarskalk och lagman
- Barbro Åkesdotter (Natt och Dag), friherrinna, född 1620, död 1680, gift med 1) Claes Bielkenstierna, amiral och riksråd 2) Knut Kurck, friherre, riksråd och lagman

Av de ovannämnda är dock Bengt Stensson den första som kan knytas till gården genom känt medeltida källmaterial. Han kom i besittning av gården genom sitt äktenskap med Kristina Magnusdotter (Magnus Marinasons ätt), vilket betyder att ägarlängden är felaktig för de tre första generationerna. Den första med säkerhet kända ägaren till Göksholm var Kristinas mormors mormor Ingeborg Ulfsdotter (Ulv), som möjligen fått gården som morgongåva av sin första man, lagmannen i Närke, Knut Matsson (Lejonbjälke). Göksholm gick därefter i arv på kvinnolinjen i fyra generationer. De fem första ägarna till Göksholm är således:
1. Ingeborg Ulfsdotter (Ulv)
2. Birgitta Knutsdotter (Lejonbjälke)
3. Katarina Magnusdotter (Bengt Bossons ätt)
4. Margareta Lidinvardsdotter (Lidinvard Haraldssons ätt)
5. Kristina Magnusdotter (Magnus Marinasons ätt)

Efter Barbro Åkesdotters död 1680 ärvdes Göksholm av hennes sondotter och ägarlängden ser därefter ut som följer:
- 1680–1703: Charlotta Bielkenstierna, dotter till Axel Bielkenstierna, som var son till Barbro Åkesdotter (Natt och Dag) och hennes make Claes Bielkenstierna; Charlotta Bielkenstierna var gift med Johan Casimir Fleming af Liebelitz, kammarråd
- 1703–1747: Axel Johan Fleming af Liebelitz, son till Charlotta Bielkenstierna och Johan Casimir Fleming, gift med friherrinnan Elisabet Helena Ulfsparre
- 1747–1754: Carl Sparre (1676-1754), gift med Märta Margareta Bonde, ägare till Göksholms slott, son till Carl Sparre (1648-1716),
- 1754–1794 (?): Beata Sparre, gift med Adam Otto Lagerberg, greve, landshövding i Skaraborgs län
- 1794(?)–1799: Karl Lagerberg, greve, kapten
- 1799–1817: Lars Gustaf Tersmeden, kapten
- 1817–1822 (?): Gotthard Mauritz von Rehausen, friherre, minister i London
- 1822(?)–1852: Johan Gotthard von Rehausen, friherre, minister i London
- 1852–1890: Malvina Harriet von Rehausen, änka efter Samuel Abraham Leijonhufvud, friherre, president
- 1890–1914: Emma Leijonhufvud, friherrinna, gift med Gustaf Nyrén, komminister
- 1914–1999 (?) : Tage Leijonhufvud, friherre, ryttmästare
- 1999(?)– : Erik Leijonhufvud, friherre, lantmästare